# Love Shhh!
《Love Shhh!》（韓語：러브 쉿!）是南韓歌手曹柔理為其首張迷你專輯《Op.22 Y-Waltz: in Major》錄製的一首歌曲。這首歌於2022年6月2日由WAKEONE作為該專輯的主打單曲正式發行。

## 背景與發行
2022年5月17日，WAKEONE宣布曹柔理將於6月發行她的首張迷你專輯《Op.22 Y-Waltz: in Major》。隔天，進一步確認專輯將於6月2日發行，並以《Love Shhh!》作為主打歌曲。5月30日，官方公開了專輯的亮點混音預告片以及主打歌《Love Shhh!》的音樂錄影帶預告。最終，《Love Shhh!》於6月2日連同整張迷你專輯以及完整音樂錄影帶一同推出。

## 編曲與創作
《Love Shhh!》由Danke（Lalala Studio）和Jo Yoon-kyung（曹允璟）填詞，曲目則由The Proof、Moa 'Cazzi Opeia' Carlebecker、Albin Nordqvist和Maria Marcus共同創作，並由The Proof負責編曲。這首歌是一首充滿夏日氛圍的歡快節奏舞曲，其活潑的曲風十分契合夏季的輕鬆氣息。音樂採用了A大調，節奏為每分鐘118拍，展現出充滿活力且令人愉悅的編曲風格。

## 商業表現
《Love Shhh!》在2022年6月5日至11日的韓國Gaon數位榜首次亮相，排名第110名，隨後在6月19日至25日升至第97名。此外，在Gaon的其他子榜單中，這首歌在下載榜上首周排名第10名，在BGM榜上位列第61名。在Gaon的串流榜上，《Love Shhh!》首周排名第132名，並於兩周後上升至第99名。同時，在Billboard韓國歌曲榜上，《Love Shhh!》於2022年7月2日的榜單中達到第16名。

## 宣傳活動
在迷你專輯《Op.22 Y-Waltz: in Major》正式發行當天，曹柔理舉行了一場線上直播活動，向粉絲介紹專輯中的歌曲，包括主打歌《Love Shhh!》，並與粉絲互動交流。為了宣傳這首歌，她積極參與多場韓國音樂節目表演。

### 電視節目
| 電視節目       | 日期    | ref    |
| -------------- | ------- | ------ |
| 音乐银行       | 6月3日  | [ 17 ] |
| 音乐银行       | 6月10日 | [ 18 ] |
| 音乐银行       | 6月17日 | [ 19 ] |
| Show! 音樂中心 | 6月4日  | [ 20 ] |
| Show! 音樂中心 | 6月11日 | [ 21 ] |
| 人气歌谣       | 6月5日  | [ 22 ] |
| 人气歌谣       | 6月12日 | [ 23 ] |
| 人气歌谣       | 6月19日 | [ 24 ] |
| THE SHOW       | 6月7日  | [ 25 ] |
| Show Champion  | 6月8日  | [ 26 ] |
| Show Champion  | 6月15日 | [ 27 ] |
| M Countdown    | 6月16日 | [ 28 ] |

## 榜單
| 性質   | Chart (2022)            | Peak position |
| ------ | ----------------------- | ------------- |
| 周榜單 | South Korea (Gaon)      | 97            |
| 周榜單 | South Korea (Billboard) | 16            |
| 月榜單 | South Korea (Circle)    | 103           |

## 獲獎
| 電視節目 | 日期   | Ref.   |
| -------- | ------ | ------ |
| THE SHOW | 6月7日 | [ 25 ] |

## 發行歷史
| 地區 | 日期         | 格式                  | 廠牌                |
| ---- | ------------ | --------------------- | ------------------- |
| 全球 | 2022年6月2日 | 數位音樂下載 串流媒體 | WAKEONE Stone Music |